# Pasarela (moda)

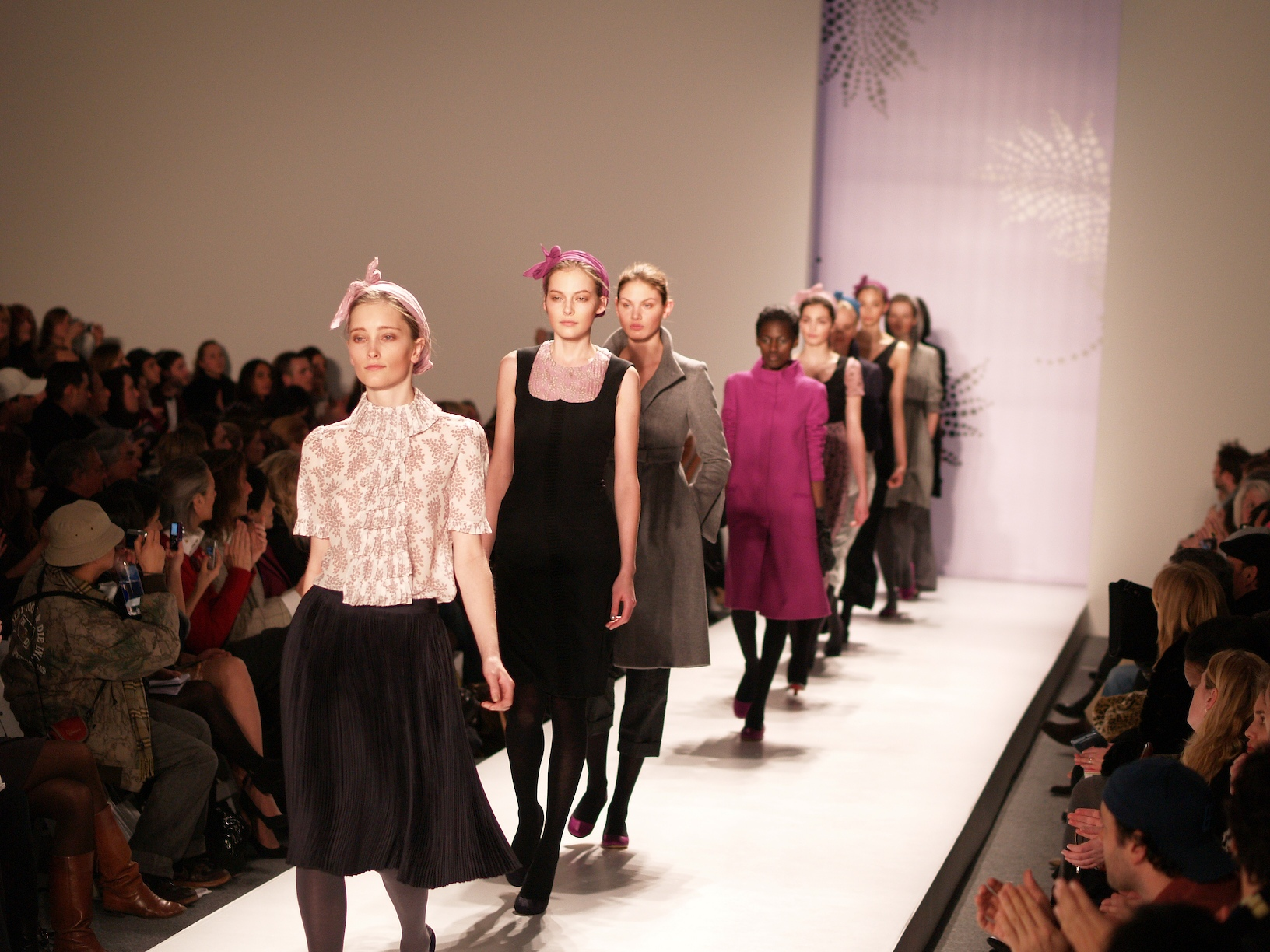
Modelos en el desfile otoño 2007 de Michon Schur.

En moda, se entiende por pasarela un pasillo estrecho y algo elevado, destinado al desfile de artistas, modelos de ropa, etc., para que puedan ser contemplados al pasar.
El término pasarela probablemente deriva de los pasajes o corredores elevados que conectan a edificios adyacentes,(estrechas plataformas, generalmente elevadas).[cita requerida].
En España, durante el año 2009, los dos principales eventos de desfiles celebrados en Barcelona (Pasarela Gaudí) y Madrid (Pasarela Cibeles), han cambiado su nombre a la traducción inglesa: Barcelona Fashion Week y  Madrid Fashion Week.

## CatwalkyFashion Week
En inglés puede denominarse a este evento Catwalk (de cat [gato] y walk [andar o andares]). Otro término similar frecuentemente usado es "Runway". En jerga de modelaje, "What's on the catwalk?" (¿qué hay en la pasarela?) o expresiones similares, pueden referirse a lo que es nuevo y popular en la moda.

Esta palabra se hizo muy popular en algunos países con la canción "I'm too sexy", interpretada por Right Said Fred a principios de los años 1990.[cita requerida] Pero muchos dicen que la creadora del "Catwalk" fue Twiggy, gran icono de los 60 y del mod, para el The Vintage Festival.

Por otra parte son conocidas como Fashion Week, las semanas en que se organizan los desfiles de los diseñadores más reconocidos de ciertos países. Generalmente se denominan Fashion Week, y luego precedido por la ciudad dónde se represente (New York Fashion Week, London Fashion Week, etc.).

## Los desfiles en el arte

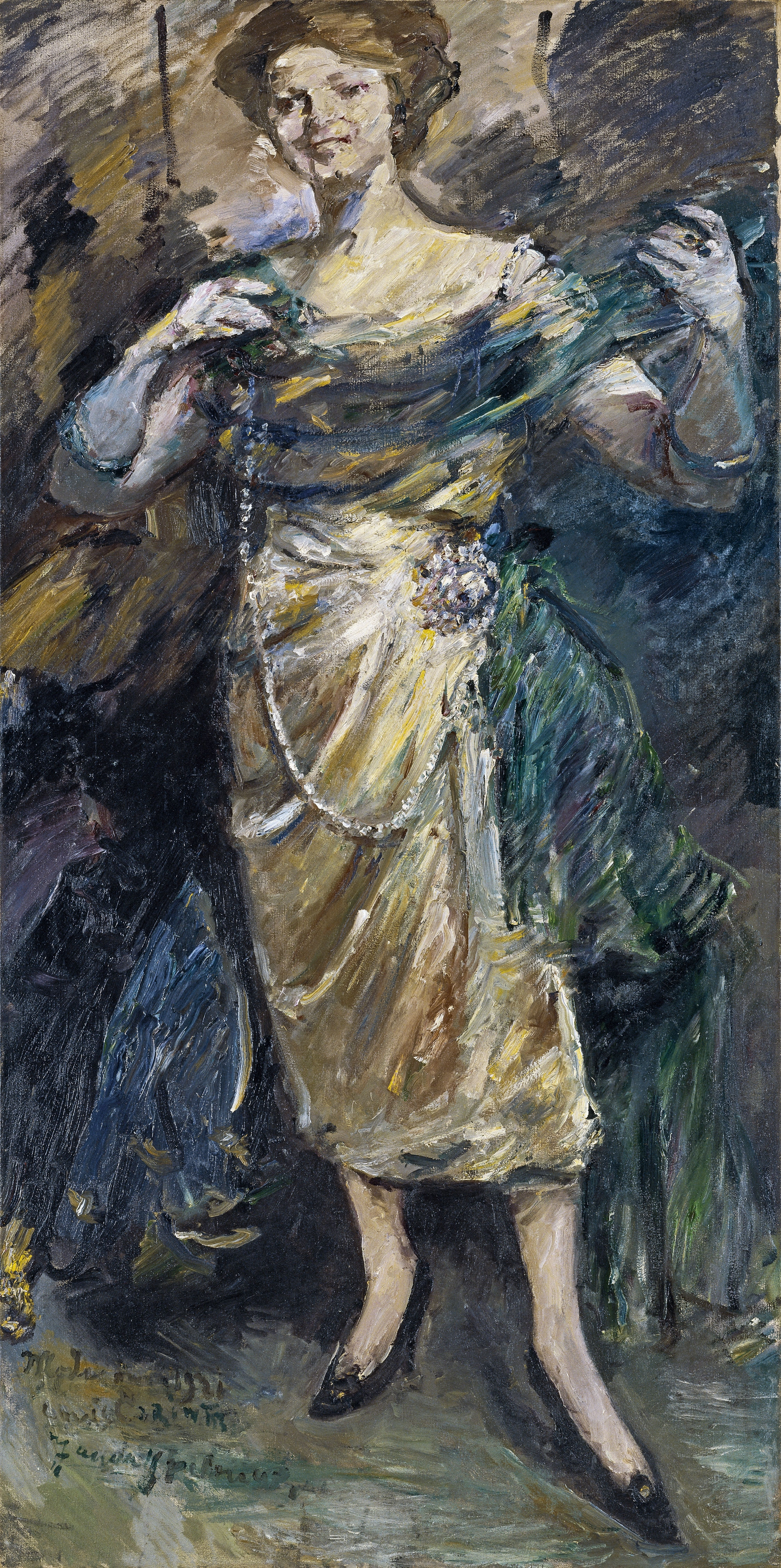
Desfile de modelos, Lovis Corinth, 1921. Museo Thyssen Bornemisza.